# Tinku

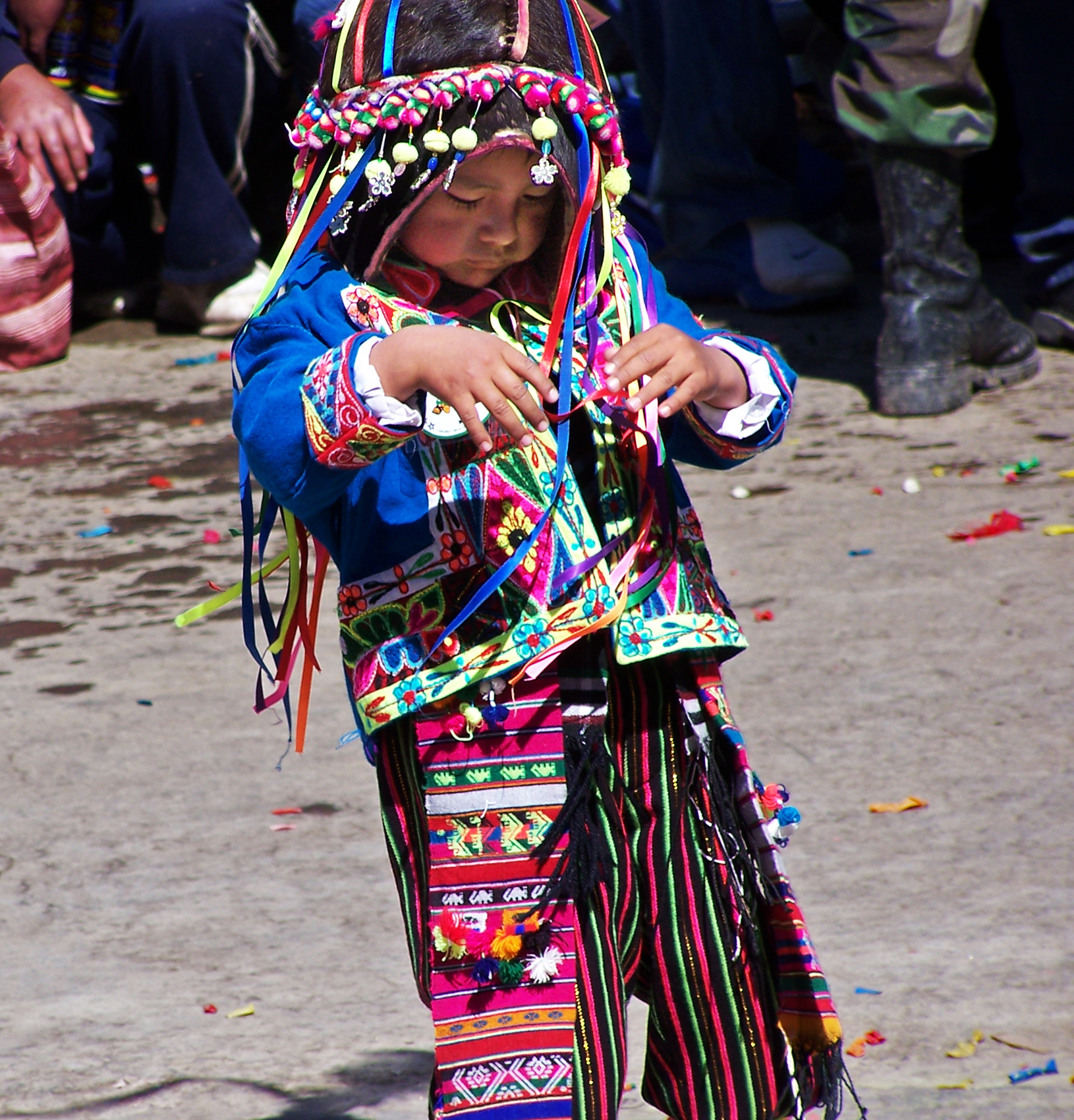
Niño con el traje de tinku en el Carnaval de Oruro.

El Tinku es un ritual y una danza folklórica de Bolivia, practicado en algunos pueblos del norte del departamento de Potosí y del sur del departamento de Oruro. La palabra "Tinku", de origen quechua, significa "encuentro", mientras que en aymara significa "ataque físico". Es necesario mencionar que no debe confundirse la "Danza del Tinku", creada en el siglo XX, con el "Ritual ceremonial del Tinku", cuyo origen es preincaico.

## Ritual ceremonial del Tinku
El Tinku es un ritual preincaico pero con mezcla de la religión cristiana que se practica anualmente durante varios días en comunidades de la región del norte del departamento de Potosí y en el sur del departamento de Oruro. Más propiamente se vive cada año el primer fin de semanana de mayo, la Fiesta de la Cruz en Macha y Pocoata, provincia de Chayanta, a 165 kilómetros de la ciudad de Potosí que recibe a 62 comunidades que se medirán a golpes en el Tinku. El Tinku es originario de la región en la que habitan los Laymes, los Jukumanis, y los Pampas.
Es practicado como un rito ceremonial mezclándose con la costumbre, filosofía y religión de los pueblos originarios para su devoción mística. Dentro del Tinku también hay música y danza (las comunidades suelen entrar en marcha tocando los ritmos de Jula-Jula y el zapateo al ritmo de las tonadas).
Así el Tinku significa pelea en conjunto entre las comunidades, junto con el sacrificio del derramamiento de sangre, tal vez simbólicamente trayendo fertilidad a la tierra resultando una buena cosecha y en ningún momento se basa en ver que comunidad o ayllu es más fuerte que el otro.

## Métodos de combate
Los combatientes entre los que se destacan, son los “Warakaku” (Honda; en Quechua) y “Makhanaku” (una de las peleas más parecidas al judo). El Tinku es una pelea de cuerpo a cuerpo estimulada por el alcohol. Son adiestrados desde niños en lucha a muerte, ellos llevan la cabeza cubierta de una vestimenta de cuero llamada montera, similar a un casco tan duro como metal, las manos enguantadas en garras y aristas de bronce. Con increíble destreza física se trenzan, aplicando y replicando duros golpes entre los oponentes, un combate similar al boxeo.
De acuerdo a las tradiciones, el combatiente que ha sido vencido debe derramar su sangre con abundancia como un sacrificio u ofrenda, esto, para la Madre Tierra, conocida comúnmente por estas comunidades como Pachamama, para que en ese año la cosecha sea abundante.[cita requerida]
Este rito ceremonial constituye actualmente un combate entre miembros de las comunidades arriba mencionadas y se efectúan entre varones, mujeres “Imilla wawas” (mujeres solteras) y niños de ambas comunidades. Los enfrentamientos corresponden a un ordenamiento social establecido es decir los varones para poder ser escuchados por los demás varones y poder casarse deben haber participado de este rito.

## Arbitraje
Últimamente las peleas están siendo controladas y vigiladas por un árbitro, que son las autoridades máximas de estas comunidades; el Jilanko y el Alcalde Mayor.
En los últimos años con la presencia de la policía y vecinos que organizan su “policía civil”, han controlado mejor la violencia que ocurre durante el evento.
En estos encuentros muchas veces se utilizaban en medio de las manos piedras que hacían más letal el golpe en el adversario, actualmente este procedimiento está prohibido.

## Danza del Tinku

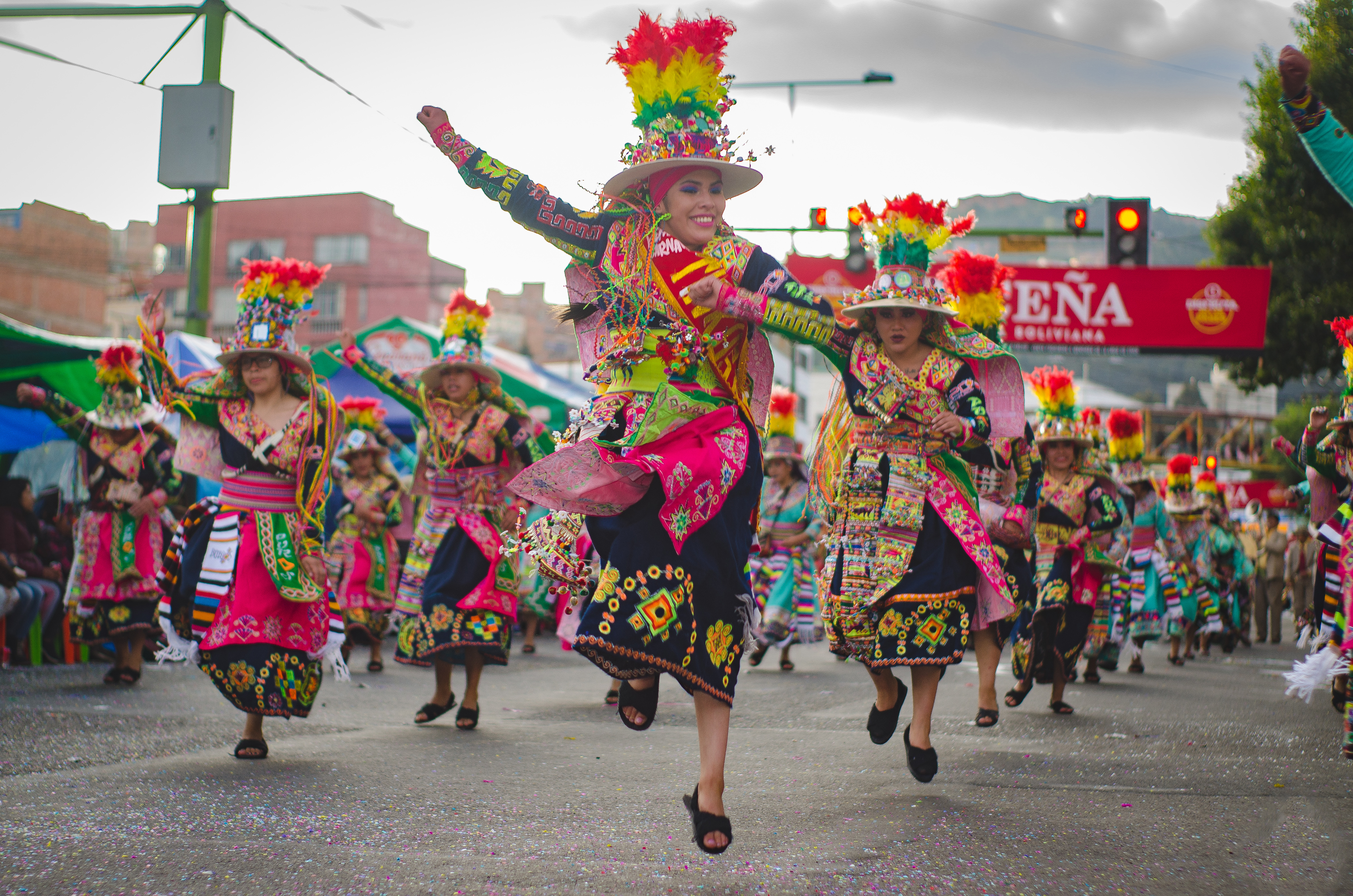
Bailarinas de tinku durante el Carnaval de Oruro.

El baile del Tinku es una danza folklórica que es una expresión artística del Tinku. Nace de la representación del ritual ceremonial del Tinku llevado a cabo en las comunidades del norte del departamento de Potosí y sur del departamento de Oruro.
Actualmente se baila Tinku en acontecimientos y festividades en Bolivia, como el Carnaval de Oruro, la fiesta del Gran Poder, fiesta de Ch'utillos, etc. como danza representativa de estas regiones y últimamente en otros países donde hay inmigrantes bolivianos. En la ciudad de Buenos Aires, Argentina, la colectividad boliviana organiza celebraciones como la Fiesta de la Virgen de Copacabana, Urkupiña y entradas folklóricas, donde se realizan la danza del Tinku.
La música del Tinku es parte del repertorio de varios grupos musicales como Los Kjarkas, Kala Marka, llajtaymanta y muchos más.

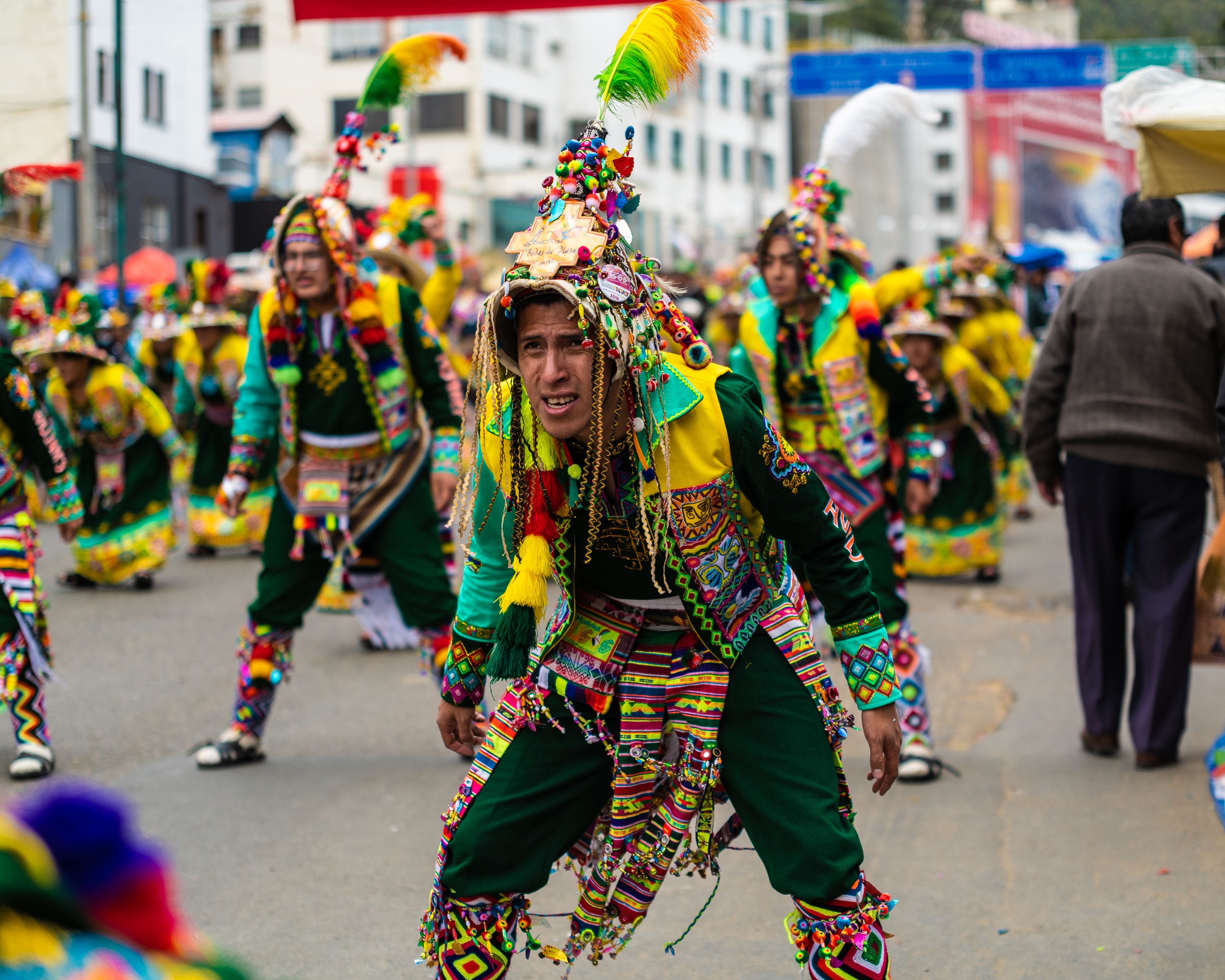
Bloque de bailarines de tinku en el Carnaval de La Paz.